# Чаркинт (район)
Чаркинт или Чахар Кинт (дари چارکنت) — район в провинции Балх, Афганистан. Население — 32 306 человек. Районная администрация расположена в округе Шар-Шар района Чаркинт.

## Этимология
Название района означает «четыре кластера (города)» — от персидского chahār, «четыре», и согдийского kand, «город» (тюркизировано до кинт). Площадь района — 1357 км².